# Natural Resources Defense Council
Natural Resources Defense Council é um grupo ambiental internacional sem fins lucrativos fundado em 1970. Baseado em Nova York, conta com escritórios em Washington DC, São Francisco, Los Angeles, Chicago e Pequim. É integrado por mais 1.3 milhão de membros e ativistas online, além de uma equipe de mais de 300 cientistas, advogados e outros especialistas.